# 고부 이씨
고부 이씨(古阜李氏)는 전북특별자치도 정읍시 고부면을 본관으로 하는 한국의 성씨이다.

## 역사
고부 이씨(古阜李氏)의 시조(始祖) 이경조(李敬祖)는 고려(高麗) 문종(文宗) 때 최충(崔沖)이 설립한 사학(私學)의 효시인 구재학당(九齋學堂) 출신으로 한림학사(翰林學士)를 거쳐 문하평장사(門下平章事)에 올랐다. 그는 1071년(문종 25) 김제(金悌)와 함께 서장관(書狀官)으로 송(宋)나라에 다녀왔으며, 문종(文宗)에서 숙종조(肅宗朝)에 이르기까지 5대(代)를 섬긴 공(功)으로 추충보정공신(推忠輔靖功臣)에 녹훈(錄勳)되어 여산군(礖山君)에 봉해지고 벼슬이 검교 좌정승(檢校左政丞)에 이르렀다. 그리하여 후손들은 그의 전세거지(前世居地)인 고부(古阜)를 본관(本貫)으로 삼아 세계(世系)를 이어왔다.
고부 이씨는 조선시대 문과 급제자 6명, 무과 급제자 18명, 생원·진사 19명을 배출하였다.

## 부(副)시조
이희맹(李希孟) : 자는 백순(白淳), 호는 익재(益齋). 아버지는 종근(從根)이다. 1492년(성종 23) 별시문과에 장원급제하였다. 1494년 연산군이 즉위한 뒤 한직에 밀려났다가 중종반정 후 다시 등용되어 1508년(중종 3) 사헌부장령·사간원사간으로 재직하면서 훈구파 대신·공신들의 사치와 횡포를 비판하였다. 1510년 형조참의·좌부승지를 거쳐 관찰사로 나갔고, 1512년 도승지, 이듬해 성균관대사성·이조참의 등을 지냈다. 시호는 문안(文安)이다.

## 인물
- 이백첨(李伯瞻태종(출생) 세종2년 문과급제 .사헌부집의(좌리공신)
- 이충남(李忠男) 연산10년병과6등  문과급제. 중종 사헌부지평
- 이재수(李在秀, 1877년 ~ 1901년) : 조선 말기 관노(官奴) 또는 마부 출신 민란 주동자
- 이남기(李南基, 1943년 ~ ) : 제11대 공정거래위원회 위원장

## 집성촌
- 전북특별자치도 부안군 부안읍
- 전북특별자치도 부안군 줄포면
- 전북특별자치도 고창군 신림면 법지리
- 전북특별자치도 정읍시 소성면
- 전북특별자치도 완주군 이서면 금평리
- 평안남도 양덕군 쌍룡면
- 제주도 일원(제주시. 서귀포시 대정읍.안덕면.중문동)

## 인구
- 1985년 4,474가구 18,623명
- 2000년 5,576가구 17,790명
- 2015년 22,891명